# San Juan (Colón)
San Juan è un comune (corregimiento) della Repubblica di Panama situato nel distretto di Colón, provincia di Colón. Si estende su una superficie di 41,2 km² e conta una popolazione di 17.430 abitanti (censimento 2010).